# Уц, Иоганн Петер
Иоганн Петер Уц (нем. Johann Peter Uz; 3 октября 1720, Ансбах — 12 мая 1796, там же) — германский поэт, представитель «немецкой анакреонтики», член «союза галльских поэтов», который он основал вместе с И. В. Л. Глеймом.

## Биография
Родился в богатой семье ювелира и инспектора маркграфства. Учился в Ансбахской гимназии Каролинум, затем в 1739—1743 годах изучал право на юридическом факультете Университета Галле, после чего вернулся в родной Ансбах. Его отец к тому времени уже давно скончался, поэтому он жил первое время с матерью и сестрой в достаточно стеснённых условиях, работал сначала стажёром при ансбахской юстиц-коллегии. В 1746 году вместе с И. Н. Гёцем перевёл и издал оды Анакреона. В 1748 году занял неоплачиваемую должность секретаря при юстиц-коллегии, которую занимал на протяжении двенадцати лет. В 1763 году стал асессором при имперском суде в Нюрнберге, а в 1790 году — судьёй.
В 1749 году Глейм, которому Уц посылал все свои произведения, издал их сборник («Lyrische Gedichte», второе издание 1775). «Теодицея» Уца (1755) представляет собой поэтическое изложение философского мировоззрения Лейбница; его перу также принадлежат «Послания» и комическая эпопея «Der Sieg des Liebesgottes» — подражание Александру Попу, направленное против «новомодной поэзии», то есть против преувеличений клопштоковской лирики и бодмеровских перепевов Мильтона. Дидактическая поэма «Die Kunst stets fröhlich zu sein» (1760) написана александрийским стихом. Собрание сочинений Уца (нем. Sämmtliche Werke), вышедшее при его жизни (1768), было переиздано Христианом Феликсом Вейсе с биографией Ф. фон Шлихтегролля (1804).